# Barra de control

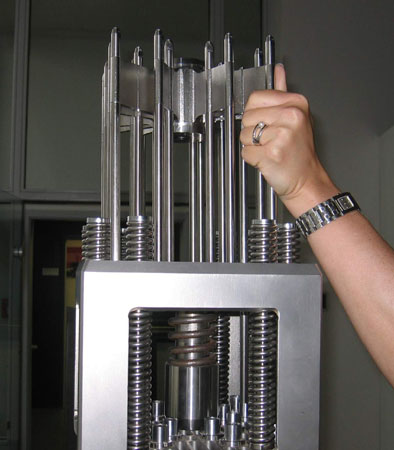
Muntatge de vareta de control per a un reactor d'aigua pressuritzada, per sobre de l'element de combustible

Una barreta de control (o barra de cadmi), és una barra que s'utilitza en reactors nuclears per controlar la velocitat de fissió de l'urani o del plutoni. Les seves composicions inclouen elements químics com el bor, el cadmi, la plata o l'indi, que són capaços d'absorbir molts neutrons sense ells mateixos fissionant. Aquests elements tenen diferents captura de neutrons  seccions transversals per a neutrons de diverses  energies. Reactors d'aigua bullent (BWR), reactors d'aigua a pressió (PWR) i reactors d'aigua pesada (HWR) funcionen amb neutrons tèrmics, mentre que un reactor reproductor funciona amb neutrons ràpids. Cada disseny del reactor pot utilitzar diferents materials de la barra de control basats en l'espectre energètic dels seus neutrons.

## Principi de funcionament

Diagrama de reactors de 1943 utilitzant varetes de control de bor

Les barres de control s'insereixen al  nucli d'un reactor nuclear i s'ajusten per tal de controlar la velocitat de la reacció en cadena nuclear i, per tant, la potència tèrmica del reactor, la velocitat de producció de vapor i la potència elèctrica de la central elèctrica.
El nombre de barres de control inserides i la distància a la qual s'insereixen influeixen fortament en la   reactivitat  del reactor. Quan la reactivitat (com a factor de multiplicació efectiu de neutrons) és superior a 1, la velocitat de la reacció en cadena nuclear augmenta exponencialment amb el pas del temps. Quan la reactivitat és inferior a 1, la velocitat de la reacció disminueix exponencialment amb el pas del temps. Quan totes les barres de control estan completament inserides, mantenen la reactivitat amb prou feines per sobre de 0, la qual cosa fa que un reactor en funcionament ralenti ràpidament i el mantingui aturat (a  shutdown). Si totes les barres de control s'eliminen completament, la reactivitat és significativament superior a 1 i el reactor funciona ràpidament cada vegada més calent, fins que algun altre factor disminueix la velocitat de reacció. Mantenir una potència de sortida constant requereix mantenir el factor mitjà de multiplicació de neutrons a llarg termini proper a 1.
Un nou reactor es munta amb les barres de control completament inserides. Les barres de control s'eliminen parcialment del nucli per permetre que la reacció en cadena nuclear s'engegui i augmenti fins al nivell de potència desitjat. El flux de neutrons es pot mesurar i és aproximadament proporcional a la velocitat de reacció i al nivell de potència. Per augmentar la potència de sortida, algunes barres de control es treuen una petita distància durant un temps. Per disminuir la potència de sortida, algunes barres de control s'empenyen a una petita distància durant un temps. Diversos altres factors afecten la reactivitat; per compensar-los, un sistema de control automàtic ajusta les barres de control petites o petites entrades o sortides, segons sigui necessari. Cada vareta de control influeix més en algunes parts del reactor que en altres; es poden fer ajustaments complexos per mantenir velocitats de reacció i temperatures similars a diferents parts del nucli.
El temps típic  d'aturada per a reactors moderns com el Reactor europeu a pressió o Reactor avançat CANDU és de 2 segons per a una reducció del 90%, limitat per la calor de desintegració.
Les barres de control s'utilitzen generalment en conjunts de barres de control (normalment 20 barres per a un conjunt comercial PWR) i s'insereixen als tubs de guia dels elements de combustible. Les barres de control sovint es mantenen verticals dins del nucli. En els PWR s'insereixen des de dalt, amb els mecanismes d'accionament de la barra de control muntats al cap del reactor. En els BWR, a causa de la necessitat d'un assecador de vapor per sobre del nucli, aquest disseny requereix la inserció de les barres de control des de baix.

## Materials

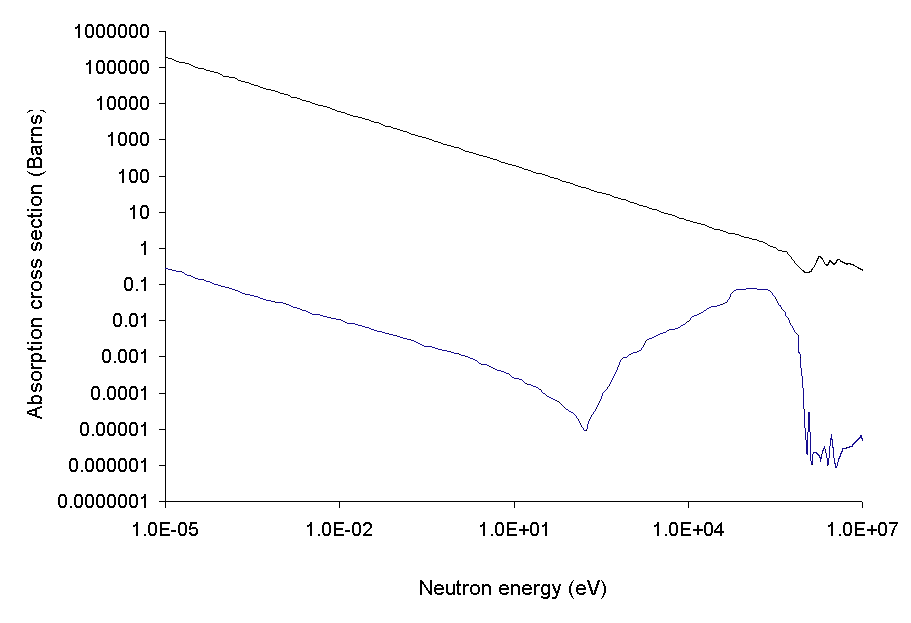
La secció transversal d'absorció ^{per 10}B (part superior) i ^{11}B (inferior) en funció de l'energia

Els elements químics amb seccions útils de captura de neutrons altament útils inclouen plata, indi i cadmi. Altres elements candidats inclouen bor, cobalt, hafni, samari, europi, gadolini, terbi, disprosi, holmi, erbi, tuli, iterbi i luteci. També es poden utilitzar aliatges o compostos, com ara acer de bor, aliatge plata-indi-cadmi, carbur de bor, diborur de zirconi, diborur de titani, diborur d'hafni, nitrat de gadolini, titanat de gadolini, titanat de disprosi i el compost hexabòric carbur de bor-europi.
L'elecció del material està influenciada per l'energia de neutrons en el reactor, la seva resistència a la inflor induïda per neutrons,i les propietats mecàniques i de vida útil necessàries. Les varetes poden tenir la forma de tubs plens de grànuls absorbents de neutrons o pols. Els tubs poden ser d'acer inoxidable o altres materials de "finestra de neutrons" com el zirconi, el crom, el carbur de silici,o el cúbic 11
B15
N (N) (nitrur de bor cúbic).
L'esgotament de "verícremable" isòtops també limita la vida útil d'una vareta de control. Es poden reduir mitjançant l'ús d'un element com l'hafni, un "verí no cremable" que captura múltiples neutrons abans de perdre l'eficàcia, o per no utilitzar amortidors de neutrons per retallar. Per exemple, en reactors de llit de còdols o en possibles reactors de liti-7de nou tipus -moderats i refrigerats que utilitzen còdols de combustible i amortidor.
Alguns elements de terres rares són excel·lents amortidors de neutrons i són menys rars que la plata (reserves d'uns 500.000t). Per exemple, l'iterbi (reserves d'aproximadament 1 M tones) i l'itri, 400 vegades més comú, amb valors de captura mitjana, es poden trobar i utilitzar junts sense separació dins de minerals com la xenotima (Yb) (Yb0.40Y0.27Lu0.12Er0.12Dy0.05Tm0.04Ho0.01)PO₄,o keiviite (Yb) (Yb1.43Lu0.23Er0.17Tm0.08Y0.05Dy0.03Ho0.02)₂Si₂O₇, baixant el cost. El xenó és també un fort amortidor de neutrons com a gas, i es pot utilitzar per controlar i (emergència) aturar reactors refredats per heli, però no funciona en casos de pèrdua de pressió, o com un gas de protecció que crema juntament amb argó al voltant de la part del vaixell especialment en cas de reactors de captura de nucli o si s'omple de sodi o liti. El xenó produït per fissió es pot utilitzar després d'esperar que el cesi es precipita, quan pràcticament no queda radioactivitat. Cobalt-59 també s'utilitza com a absorbent per guanyar cobalt-60 per a la producció de raigs X. Les varetes de control també es poden construir com varetes girables gruixudes amb un reflector de tungstè i un costat absorbent convertit en parada per una molla en menys d'1 segon.
Aliatges plata-indi-cadmi, generalment en proporció 80% Ag, 15% In, i 5% Cd, són un material de vareta de control comú per a reactors d'aigua pressuritzada. Regions d'absorció d'energia una mica diferents dels materials fan de l'aliatge un excel·lent amortidor de neutrons. Té bona resistència mecànica i es pot fabricar fàcilment. S'ha d'envasar en acer inoxidable per evitar la corrosió en aigua calenta. Tot i que l'indi és menys rar que la plata, és més car.
El bor és un altre amortidor comú de neutrons. A causa de les diferents seccions transversals de 10B i 11B, els materials que contenen bor enriquits en 10B per separació isotòpica s'utilitzen amb freqüència. L'ampli espectre d'absorció del bor també el fa adequat com a escut de neutrons. Les propietats mecàniques del bor en la seva forma elemental són inadequades i, per tant, s'han d'utilitzar aliatges o compostos. Les opcions comunes són l'acer d'alta bor i el carbur de bor. Aquest últim s'utilitza com a material de vareta de control tant en PWRs com en BWRs. 10B/11B la separació es realitza comercialment amb centrífugues de gas sobre BF3,però també es pot fer sobre BH₃ de la producció de borà o directament amb una centrifugació de fusió optimitzada energèticament, utilitzant la calor del bor acabat de separar per al preescalfament.
L'hafni té excel·lents propietats per a reactors que utilitzen aigua tant per a la moderació com per al refredament. Té bona resistència mecànica, es pot fabricar fàcilment, i és resistent a la corrosió en aigua calenta. Es pot aliat amb altres elements, per exemple, amb estany i oxigen per augmentar-ne la resistència a la tracció i al fregadís, amb ferro, cromi niobi per a la resistència a la corrosió, i amb molibdè per a la resistència al desgast, la duresa i la maquinària. Aquests aliatges són anomenats Hafaloy, Hafaloy-M, Hafaloy-N i Hafaloy-NM. L'elevat cost i la baixa disponibilitat d'hafni en limiten l'ús en reactors civils, encara que s'utilitza en alguns reactors de la Marina dels Estats Units. El carbur d'hafni també es pot utilitzar com un material insoluble amb un punt de fusió alt de 3890 °C i densitat superior a la de diòxid d'urani per enfonsar-se, sense fondre, a través del cori.
El titanat de disprosi estava sent objecte d'avaluació per a varetes de control d'aigua pressuritzades. El titanat de disprosi és un reemplaçament prometedor per aliatges Ag-In-Cd perquè té un punt de fusió molt més alt, no tendeix a reaccionar amb materials de revestiment, és fàcil de produir, no produeix residus radioactius, no s'infla i no desgasifica. Va ser desenvolupat a Rússia i hom el recomana per als reactors VVER i RBMK. Un desavantatge és una menor absorció de titani i òxid, que altres elements absorbents de neutrons no reaccionen amb els ja alts materials de revestiment de punt de fusió i que només utilitzant el contingut no mesurat amb disprosi dins de minerals com Keiviit Yb dins de tubs de crom, SiC o c11B15N ofereixen un preu superior i absorció sense inflor i des-gasificació.
El diborur d'hafni és un altre material d'aquest tipus. Es pot utilitzar sol o en una barreja sinteritzada d'hafni i pols de carbur de bor.
Es poden utilitzar molts altres compostos d'elements de terres rares, com el samari amb europi i borat de samari, que ja s'utilitza en la indústria del color. Compostos menys absortius de bor similars al titani, però barats, com el molibdè en Mo₂B₅. Atès que tots s'inflen amb el bor, a la pràctica altres compostos són millors, com ara carburs, etc., o compostos amb dos o més elements absorbents per neutrons junts. És important notar que el tungstè, i probablement també altres elements com el tàntal, tenen les mateixes qualitats de captura alts que l'hafni, però amb l'efecte contrari. Això no és explicable només per la reflexió de neutrons, i una explicació òbvia són els raigs gamma de ressonància augmentant la relació de fissió i cria enfront de causar més captura d'urani, etc. sobre condicions metaestables com per isòtops 235mU, que té una vida mitjana d'uns 26 min.

### Mitjans addicionals de regulació de la reactivitat
Altres mitjans de control de la reactivitat inclouen (per a PWR) un amortidor de neutrons soluble(àcid bòric)afegit al refrigerant del reactor, permetent l'extracció completa de les barres de control durant l'operació d'energia estacionària, assegurant una distribució uniforme de potència i flux sobre tot el nucli. Aquest shim químic, juntament amb l'ús de verins de neutrons cremables dins de pèl·lets combustibles, s'utilitza per ajudar a la regulació de la reactivitat a llarg termini del nucli, de control s'utilitzen per a canvis ràpids de potència del reactor (per exemple, tancament i posada en marxa). Els operadors de BWRs utilitzen el flux de refrigerant a través del nucli per controlar la reactivitat variant la velocitat de les bombes de re-circulació del reactor (un augment del flux de refrigerant a través del nucli millora l'eliminació de bombolles de vapor, augmentant així la densitat del refrigerant /moderador, augmentant la potència).

## Seguretat
En la majoria de dissenys de reactors, com a mesura de seguretat, les barres de control s'uneixen a la maquinària elevadora mitjançant electroimant, en lloc d'un enllaç mecànic directe. Això significa que, en cas de fallada de corrent, o si s'invoca manualment a causa de la fallada de la maquinària elevadora, les barres de control cauen automàticament, per gravetat, fins a la pila per aturar la reacció. Una notable excepció a aquest mode de funcionament és el BWR, que requereix la inserció hidràulica en cas de tancament d'emergència, utilitzant aigua d'un dipòsit especial a alta pressió. Tancar ràpidament un reactor d'aquesta manera s'anomena scramming.

### Prevenció d'accidents de crítics
La mala gestió o el fracàs de la barra de control sovint han estat la culpa dels accidents nuclears, inclosa l'explosió SL-1 i el desastre de Txernòbil.
Els absorbents de neutrons  homogenis  sovint s'han utilitzat per gestionar accident de criticitat que impliquen solucions aquoses de metalls fissibles. En diversos accidents d'aquest tipus, s'ha afegit al sistema bòrax (sodi borat) o un compost de cadmi. El cadmi es pot afegir com a metall en solucions d'àcid nítric; la corrosió del cadmi en l'àcid generarà nitrat de cadmi in situ .
En reactors refrigerats per diòxid de carboni com el  AGR, si les barres de control sòlides no aconsegueixen detenir la reacció nuclear, es pot injectar gas nitrogen al refrigerant primari cicle. Això es deu al fet que el nitrogen té una secció transversal d'absorció més gran per als neutrons que carboni o oxigen; per tant, el nucli es torna menys reactiu.
A mesura que l'energia dels neutrons augmenta, la secció transversal de neutrons de la majoria d'isòtops disminueix. El bor isòtop  10  B és responsable de la major part de l'absorció de neutrons. Els materials que contenen bor també es poden utilitzar com a protecció de neutrons, per reduir la  activació de material proper al nucli del reactor..